# Camponotus coxalis
Camponotus coxalis är en myrart som först beskrevs av Smith 1859.  Camponotus coxalis ingår i släktet hästmyror, och familjen myror. Inga underarter finns listade.